# Río Chico (departamento de Santa Cruz)
Río Chico é um departamento da Argentina, localizado na província de Santa Cruz. Com 34.262 Km² e com uma população total de 8.069 (2021).

## Municípios
Bajo Caracoles
Gobernador Gregores
Hipólito Yrigoyen

### Lugares
El Volcán
Río Blanco
Rio Olnie
Lago cardiel
Lago Posadas
Las Horquetas
Tamel Aike
Tucu Tucu